# Sydney Taylor Book Award
Der Sydney Taylor Book Award ist ein Literaturpreis, den die Association of Jewish Libraries (AJL) seit 1968 vergibt.
Zwischen 1968 und 1980 wurde jährlich ein Werk prämiert. 1981 wurden die Sparten „Bücher für jüngere Leser“ und „Bücher für ältere Leser“ eingeführt und damit zwei Werke ausgezeichnet. 2007 kam dann noch die Sparte „Teens“ dazu. Seit 1985 werden neben den Preisträgern noch mehrere „bemerkenswerte Bücher“ benannt. Außerdem wird in unregelmäßigen Abständen ein Preis für das Gesamtwerk eines Autors oder einer Autorin vergeben. Die der amerikanischen Schriftstellerin Sydney Taylor (1904–1978) gewidmete Auszeichnung wird für Bücher über jüdisches Leben und jüdische Kultur verliehen.

## Preisträger

### 1968 bis 1980
- 1968 – Esther Hautzig: The endless Steppe
- 1969 – Sulamith Ish-Kishor: Our Eddie
- 1970 – Suzanne Lange: The year
- 1971 – nicht verliehen
- 1972 – nicht verliehen
- 1973 – Yuri Suhl: Uncle Misha’s partisans
- 1974 – nicht verliehen
- 1975 – Marietta Moskin: Waiting for Mama
- 1976 – Milton Meltzer: Never to forget
- 1977 – Anita Heyman: Exit from home
- 1978 – Doris Orgel: The devil in Vienna
- 1979 – Carol Snyder: Ike and Mama and the block wedding
- 1980 – Leonard Everett Fisher: A Russian Farewell

### 1981 bis 2001
- 1981 – Barbara Cohen: Yussel’s prayer
 Kathryn Lasky: The night journey
- 1982 – Linda Heller: The castle on Hester Street
 Marilyn Sachs: Call me Ruth
- 1983 – Barbara Pomerantz: Bubby, me and memories
 Rose Zar: In the mouth of the wolf
- 1984 – Amy Schwartz: Mrs. Moskowitz and the Sabbath
 Uri Orlev: The island on Bird Street
- 1985 – Florence B. Freedman: Brothers
 Carol Snyder: Ike and Mama and the Seven Surprises
- 1986 – Marilyn Hirsh: Joseph, who loved the Sabbath
 Nancy Pitt: Beyond the High White Wall
- 1987 – David A. Adler: The number on my grandfther’s arm
 Sonia Levitin: The return
- 1988 – Patricia Polacco: The keeping quilt
 Jane Yolen: The devil’s arithmetic
- 1989 – Esther Silverstein Blanc: Berchick
 Lois Lowry: Number the stars
- 1990 – Eric A. Kimmel: The Chanukah Guest
 Adele Geras: My grandmother’s stories
- 1991 – Sandy Lanton: Daddy’s chair und Barbara Diamond: Cakes and miracles
 Howard Schwartz: The diamond tree
- 1992 – Phoebe Gilman: Something from nothing
 Karen Hesse: Letters from Rifka
- 1993 – Nina Jaffe: The uninvited guest
 Carol Matas: Sworn enemies
- 1994 – Sheldon Oberman: The always prayer shawl
 Steven Schnur: The shadow children
- 1995 – Jo Hoestlandt: Star of fear, star of hope
 Ida Vos: Dancing on the Bridge of Avignon
- 1996 – Barbara Sofer: Shalom Haver
 Brian Pinkney: When I left my village
- 1997 – Elsa Okon Rael: When Zaydeh danced on Eldridge Street
 Nian Jaffe: The mysterious visitor
- 1998 – Marci Stillerman: Nine Spoons
 Donna Jo Napoli: Stones in water
- 1999 – Kimberlex Bulcken Root: The peddler’s gift
 Sybil Rosen: The speed of light
- 2000 – Eric A. Kimmel: Gershon’s monster
 Ida Vos: The key is lost
- 2001 – Elsa Okon Rael: Rivka’s first Thanksgiving
 Catherin Reef:  Sigmund Freud.
- 2002 – Esther Hershenhorn: Chicken soup
 Karen Levine: Hana’s suitcase
- 2003 – Aubrey Davis: Bagels from Benny
 Nancy Patz: Who was the woman who wore the hat?
- 2004 – nicht verliehen in der Sparte „Junge Leser“
 Pnina Moed Kass: Real Time
- 2005 – Umstellung des Datierungssystems vom Erscheinungsjahr auf das Jahr der Bekanntgabe der Preisverleihung
- 2006 – Erica Silverman: Sholom’s treasure
 Sarah Darer Littman: Confessions of a closet catholic

### Ab 2007
- 2007 – Stephen Krensky: Hanukkah at Valley Forge
 Brenda Ferber: Julia’s kitchen
 Markus Zusak: The Book Thief
- 2008 – Sarah Gershman: The bedtime sh’ma
 Sid Fleischman: The entertainer and the Dybbuk
 Sonia Levitin: Strange relations
- 2009 – Richard Michelson: As good as anybody
 Karen Hesse: Brooklyn Bridge
 Valérie Zenatti: A bootle in the Gaza Sea
- 2010 – April Halprin Wayland: New Year art the Pier
 Robin Friedman: The importance of wings
 Margarita Engle: Tropical secrets
- 2011 – Howard Schwartz: Gathering sparks
 Barry Deutsch: Hereville
 Dana Reinhardt: The things a brother knows
- 2012 – Michael Rosen: Chanukah Lights
 Susan Goldman: Music was it
 Robert Sharenow: The Berlin Boxing Club
- 2013 – Linda Glaser: Hannah’s way
 Louise Borden: His name was Raoul Wallenberg
 Deborah Heiligman: Intentions
- 2014 – Laurel Snyder: The longest night
 Patricia Polacco: The blessing cup
 Neal Bascomb: The Nazi Hunters
- 2015 – Jim Aylesworth: My grandfather’s coat
 Loic Dauvillier: Hidden
 Donna Jo Napoli: Storm
- 2016 – Lesléa Newman: Ketzel, the cat who composed
 Aharon Appelfeld: Adam & Thomas
 Laura Amy Schlitz: The hired girl
- 2017 – Debbie Levy: I Dissent: Ruth Bader Ginsburg Makes Her Mark
Adam Gidwitz: The Inquisitor’s Tale: Or, The Three Magical Children and Their Holy Dog
Gavriel Savit: Anna and the Swallow Man